# Ye Jianying

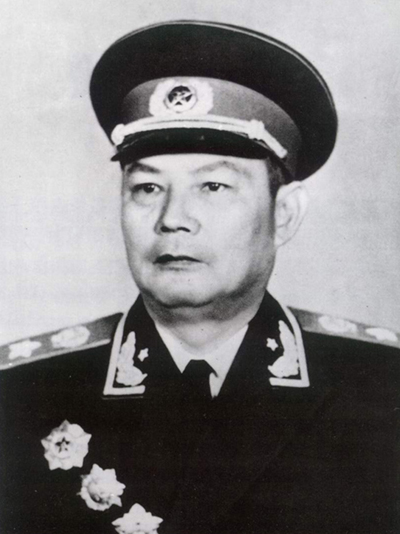
Ye Jianying

Ye Jianying (Chinees: 葉劍英 / 叶剑英, Hanyu pinyin: Yè Jiànyīng) (Meixian, 28 april 1897 - Peking, 22 oktober 1986) (jiaxiang: Guangdong, Meizhou, Meixian) was een Hakka-Chinese generaal en voorzitter van het Permanente Comité van 1978 tot 1983.

## Biografie
Hij werd geboren in een rijke familie als Ye Yiwei (葉宜偉). Hij groeide op in Meixian. Nadat hij in 1919 de Yunnan Military Academy had afgemaakt, werd hij lid van de Kwomintang en steunde Sun Zhongshans idealen. Hij onderwees daarna op de Whampoa Military Academy en in 1927 ging hij over naar de Chinese communistische partij.
Hij liep de Lange Mars. Na de dood van Mao Zedong was hij een groot tegenstander van Jiang Qing en haar Bende van Vier. In september 1985 verliet hij het Politburo en overleed een jaar later op 89-jarige leeftijd in de Chinese hoofdstad.
- CiNii: DA11490444
- Gemeinsame Normdatei: 105319904X
- International Standard Name Identifier: 0000 0000 7267 4187
- Library of Congress Control Number: n83171302
- National Archives and Records Administration: 10568109
- Nationale bibliotheek van Australië: 36621977
- Nationale Bibliotheek van Israël: 987012798455705171
- Nederlandse Thesaurus van Auteursnamen: 147507251
- SNAC: w6d082xh
- Système universitaire de documentation: 182870030
- Virtual International Authority File: 55529245
- WorldCat: E39PBJmtv98byqHgCT7vCqt9Xd